# 工业区街道 (偃师市)
工业区街道是中国河南省洛阳市偃师市下辖的一个街道。

## 行政区划
工业区街道下辖：石硖村、大槐树村、杏元村、吓田寨村、新寨村、前杜楼村、后杜楼村、潘屯村。